# Implantes de polipropileno

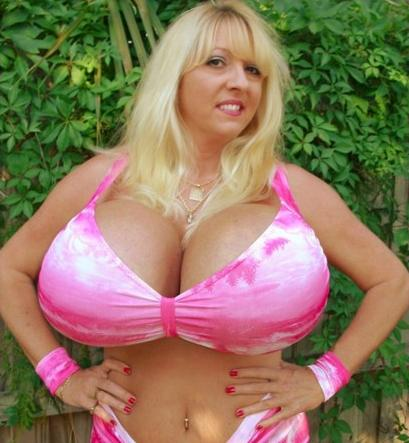
Maxi Mounds, actriz de entretenimento para adultos com implantes de polipropileno

Implantes Mamários de Polipropileno , também conhecidos como String Breast Implants, são uma forma de implante mamário usando polipropileno desenvolvidos pelo cirurgião plástico Dr. Gerald W. Johnson. Devido a uma série de complicações médicas, o dispositivo foi proibido na União Europeia e Estados Unidos.
Os implantes absorvem fluidos corporais e começam a expandir-se uma vez dentro do corpo, resultando num crescimento quase contínuo da mama após a cirurgia. Este aumento pequeno mas constante resulta em mamas de tamanho muito acima do normal. Os String Breast Implants estiveram disponíveis por um curto espaço de tempo antes de serem retirados do mercado pelo FDA em torno de 2001. Os implantes de polipropileno acabaram por gerar os maiores aumentos de seios por meio cirúrgico já registrados. Eles raramente são vistos fora da indústria do entretenimento adulto sendo utilizados por atrizes e modelos famosas.